# Копачів (Чернігівський район)
Копачі́в — село в Україні, у Кіптівській сільській громаді Чернігівського району Чернігівської області. Населення становить 0 осіб (на 01.01.2022). До 2020 орган місцевого самоврядування — Надинівська сільська рада.

## Історія
Протягом XVIII століття за часів Катерини II в селі мешкали «копачі» каналів у Малоросійській губернії. Була створена перша меліоративна система каналів, яка висушила більшість боліт, та зробила ці землі придатними для вирощування агрокультур. Великий внесок зробили колоністи з Прусії та Голландії, як наприклад з села Вердер, що колись було неподалік села Біловежі Перші або Білих Веж та Івангорода. За часів Катерини багато колоністів осіли на цих землях. Але після 1945 року села колоністів перестали існувати, оскільки населення було етнічними німцями.
1859 року у селі козацькому, казенному та власницькому Вовчківської волості Остерського повіту Чернігівської губернії, мешкало 196 осіб (105 осіб чоловічої статі та 91 — жіночої), налічувалось 32 дворових господарства. 1901 - 325 осіб.
12 червня 2020 року, відповідно до розпорядження Кабінету Міністрів України № 730-р від «Про визначення адміністративних центрів та затвердження територій територіальних громад Чернігівської області», село увійшло до складу Кіптівської сільської громади.
17 липня 2020 року, в результаті адміністративно-територіальної реформи та ліквідації Козелецького району, село увійшло до складу Чернігівського району